# Ларь

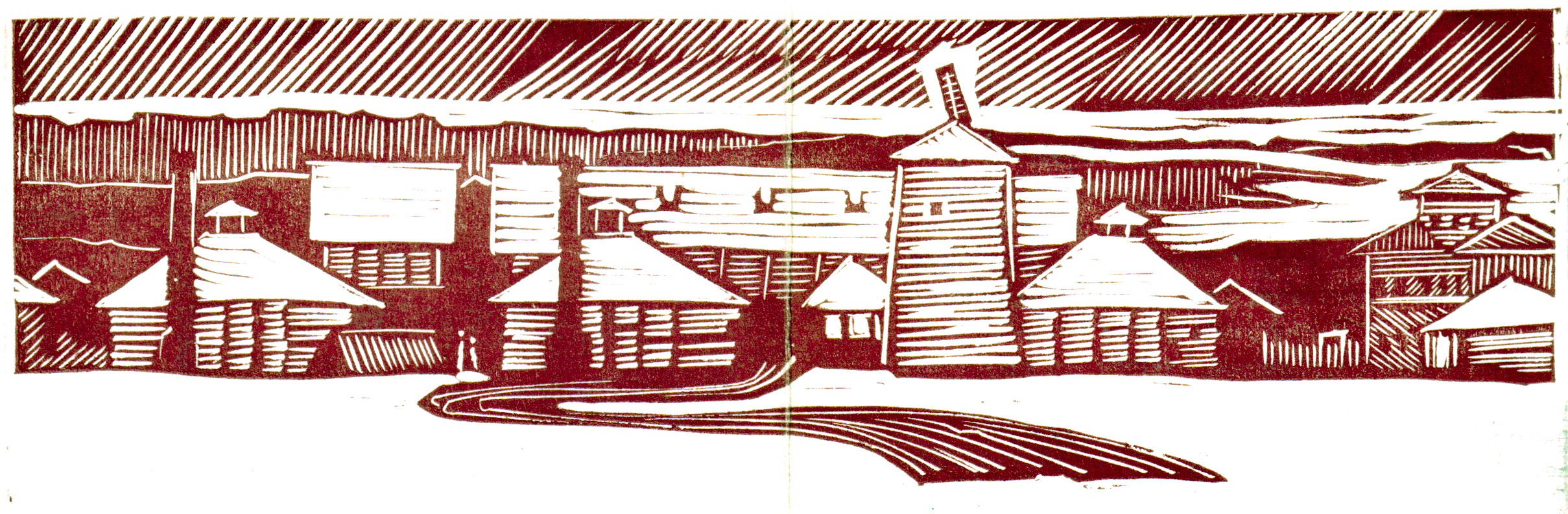
Соляные лари и рассолоподъёмная башня Сользавода в Соликамске. Музей соли России. Художник Пономарёв Н. В., 1990-е

Ларь — большой деревянный ящик с откидной крышкой, предназначенный для хранения предметов хозяйственного обихода.
Малый ящик с откидной крышкой называется ларцом. Размеры ларца меньше чем два локтя в длину на локоть в высоту и на локоть в ширину, размеры ларя — больше.
Ларь является разновидностью сундука. Отличие ларя от сундука состоит в упрощённости форм и в отсутствии украшений, так как ранее ларь предназначался для хранения менее ценных вещей: утвари и съестных припасов. Также ларь использовали на базаре как ящик для хранения товара и прилавок — отсюда происходит слово «ларёк» (мелкий торговый павильон, киоск).
Ларь является граничным предметом между областями мебели и тары. Принадлежность ларя к одной или второй области определяется его размерами (ларь — мебель, ларец — тара), степенью стационарности (более стацинарные лари — мебель, менее — тара), возможностью использования ларя для сидения, лежания и возможностью деятельности на крышке (с возможностями — мебель, без — тара).

## Происхождение слова
Заимствовано из древне-шведского lárr «ларь, выдвижной ящик», шведский швед. lår «ящик, сундук».
Финское lааri «ящик» заимствовано из того же источника, что и русское, или из русского.
Синонимы: ларёк, лари́на «шкатулка», ларе́ц, древне-русское ларь «ларь, ящик, сундук».. На архангельском диалекте также «гроб».
Фразеологизм: «А ларчик просто открывался» — простое решение задачи, кажущейся сложной. Цитата из басни Ивана Крылова «Ларчик» (1808).

## Конструкции
- Выкатной ларь — ларь на колёсных опорах.

## Разновидности
- Скамья-ларь (касапанка) — итальянская скамья-ларь эпохи Возрождения
- Торговый ларь
- Ларь-холодильник (ларь-морозильник)